# Balaustium
Balaustium Heyden, 1826 è un genere di acari appartenente alla famiglia Erythraeidae. Come le altre specie della famiglia, anche quelle appartenenti al genere Balaustium sono piuttosto grandi e di colore rosso o rossastro, ma ciò che distingue gli appartenenti a questo genere è la posizione degli occhi che, in numero di due o di quattro, a seconda della specie, non si trovano all'estremità anteriore del corpo ma più all'indietro.

## Tassonomia
Identificato per la prima volta nel 1826 dall'entomologo tedesco Carl von Heyden, il genere Balaustium include 45 specie:
- Balaustium affine
- Balaustium afghanicum
- Balaustium angustum
- Balaustium antarcticum
- Balaustium araneipes
- Balaustium araneoides
- Balaustium barloventensis
- Balaustium bipilum
- Balaustium biscutalae
- Balaustium bolivianum
- Balaustium brunoni
- Balaustium bulgariense
- Balaustium cristatum
- Balaustium debile
- Balaustium dowelli
- Balaustium florale
- Balaustium graminum
- Balaustium hernandezi
- Balaustium innocentae
- Balaustium kacperi
- Balaustium kendalli
- Balaustium kochi
- Balaustium lapidarium
- Balaustium madeirense
- Balaustium malpaisesensis
- Balaustium medardi
- Balaustium medicagoense
- Balaustium minodorae
- Balaustium murorum
- Balaustium neominiatum
- Balaustium neomurorum
- Balaustium nikae
- Balaustium obtusum
- Balaustium papillatum
- Balaustium putmani
- Balaustium rajmundi
- Balaustium southcotti
- Balaustium soydani
- Balaustium submurorum
- Balaustium unidentatus
- Balaustium veletense
- Balaustium vignae
- Balaustium wratislaviensis
- Balaustium xerothermicum
- Balaustium yousifi
- Balaustium zhangi